# Rosa kopetdaghensis
Rosa kopetdaghensis är en rosväxtart som beskrevs av Meff.. Rosa kopetdaghensis ingår i släktet rosor, och familjen rosväxter. Inga underarter finns listade i Catalogue of Life.